# Anabaena
Anabaena è un genere di cianobatteri, noti per la loro attività azotofissatrice, e per le relazioni simbiotiche che stabiliscono con differenti piante, quali le cicadi. 

## Specie

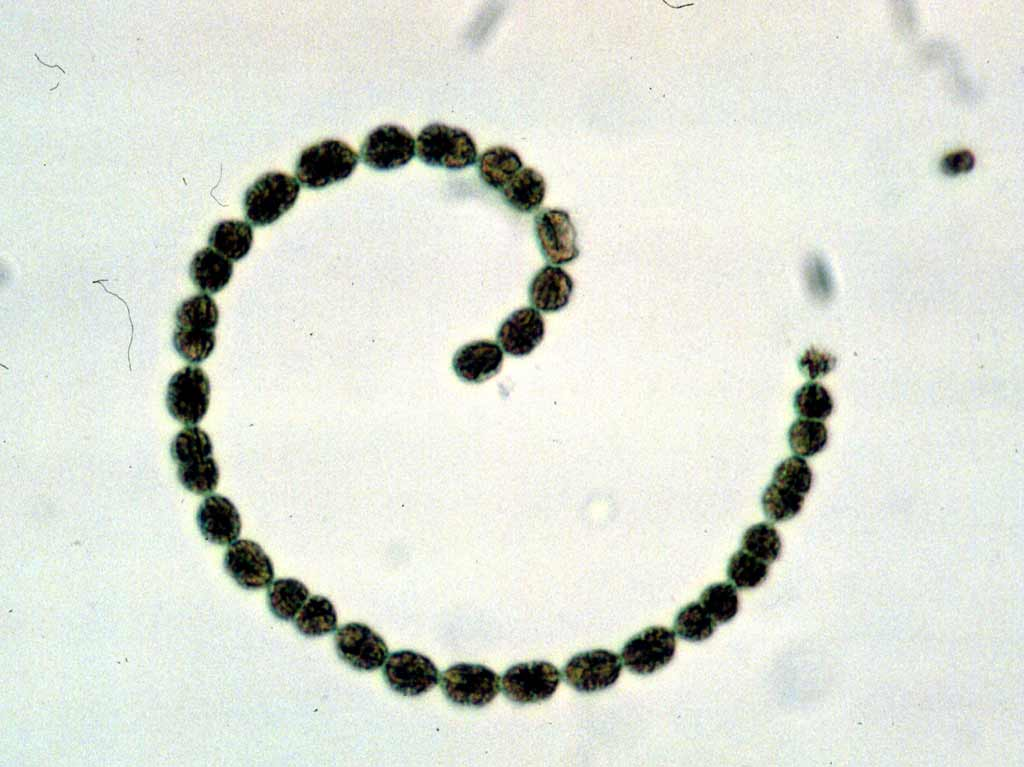
Anabaena flosaquae

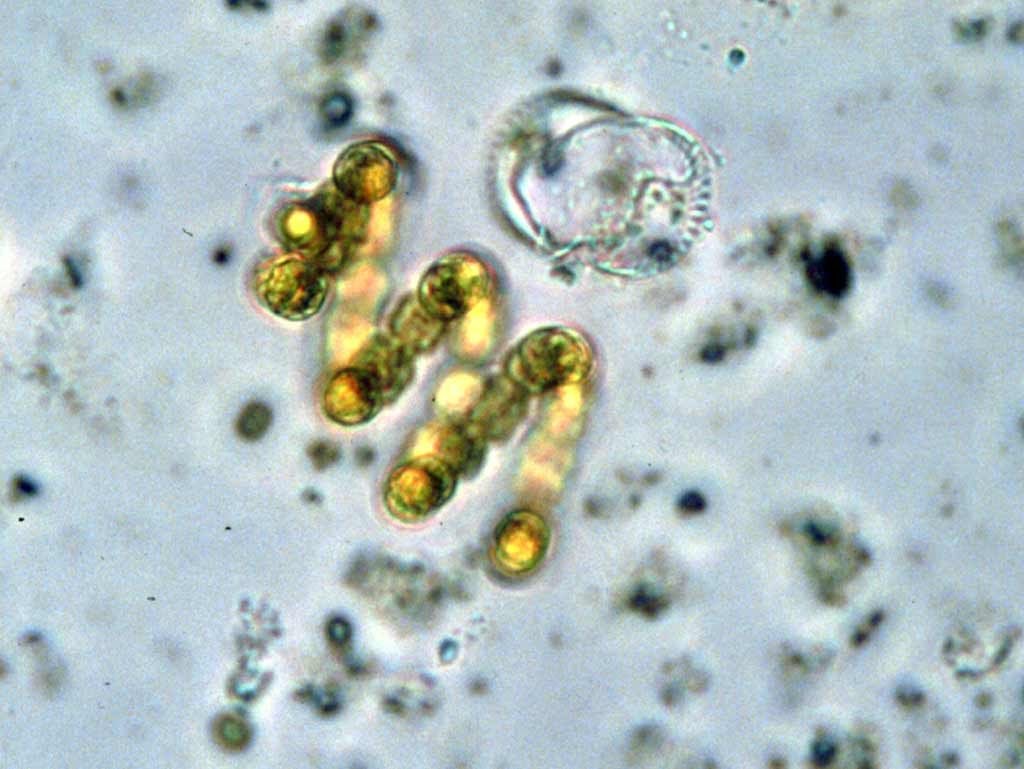
Anabaena spiroides

- Anabaena aequalis
- Anabaena affinis
- Anabaena angstumalis
- Anabaena aphanizomendoides
- Anabaena azollae
- Anabaena bornetiana
- Anabaena catenula
- Anabaena circinalis
- Anabaena confervoides
- Anabaena constricta
- Anabaena cycadeae
- Anabaena cylindrica
- Anabaena echinispora
- Anabaena felisii
- Anabaena flosaquae
- Anabaena helicoidea
- Anabaena inaequalis
- Anabaena lapponica
- Anabaena laxa
- Anabaena lemmermannii
- Anabaena levanderi
- Anabaena limnetica
- Anabaena macrospora
- Anabaena monticulosa
- Anabaena oscillarioides
- Anabaena planctonica

- Anabaena raciborskii
- Anabaena scheremetievi
- Anabaena sphaerica
- Anabaena spiroides
- Anabaena subcylindrica
- Anabaena torulosa
- Anabaena unispora
- Anabaena variabilis
- Anabaena verrucosa
- Anabaena viguieri
- Anabaena wisconsinense
- Anabaena zierlingii